# Dzsufra tartomány
El-Dzsufra tartomány (arabul شعبية الجفرة [Šaʿbiyyat al-Ǧufra]) Líbia huszonkét tartományának egyike. A történelmi Fezzán régióban, az ország középső részén fekszik: északon Szurt tartomány, északkeleten el-Váhát tartomány, délkeleten el-Kufra tartomány, délen Murzuk tartomány, nyugaton Vádi el-Haját és Vádi es-Sáti tartomány, északnyugaton pedig el-Dzsabal el-Garbi tartomány határolja. Székhelye Hún városa. Lakossága a 2006-os népszámlálás adatai szerint 52 342 fő.

## Fordítás
Ez a szócikk részben vagy egészben  a   Libyen#Verwaltungsgliederung című német Wikipédia-szócikk ezen változatának fordításán alapul.  Az eredeti cikk szerkesztőit annak laptörténete sorolja fel. Ez a jelzés csupán a megfogalmazás eredetét és a szerzői jogokat jelzi, nem szolgál a cikkben szereplő információk forrásmegjelöléseként.